# Viscosia carnleyensis
Viscosia carnleyensis är en rundmaskart som först beskrevs av E. Ditlevsen 1921.  Viscosia carnleyensis ingår i släktet Viscosia och familjen Oncholaimidae. Inga underarter finns listade i Catalogue of Life.